# Wa-Tor
Wa-Tor è un automa cellulare ideato da Alexander Keewatin Dewdney e presentato sul numero di dicembre 1984 della rivista Scientific American.

## Wa-Tor

Wa-Tor: le celle blu sono l'oceano, le verdi rappresentano i pesci mentre quelle rosse gli squali

L'articolo intitolato «Sharks and fish wage an ecological war on the toroidal planet Wa-Tor», Squali e pesci combattono una guerra ecologica sul pianeta toroidale Wa-Tor, descrive in realtà più un ecosistema che un automa cellulare vero e proprio.
Wa-Tor è, infatti, un pianeta completamente ricoperto d'acqua in cui coesistono, in un delicato equilibrio, solo 2 specie animali: la prima è detta "squali" per la loro assomiglianza all'omonima specie terrestre, mentre la seconda è genericamente detta "pesci". La prima specie è predatrice e mangia la seconda. Sia gli squali che i pesci vivono, si spostano, si riproducono e muoiono in Wa-Tor (i pesci muoiono solo se mangiati dagli squali, essendo virtualmente eterni) secondo unità temporali dette "crononi". Se uno squalo non mangia per un certo periodo di tempo esso muore per inedia. Il pianeta è toroidale: se un essere vivente esce dalla parte inferiore, riappare in quella superiore; se esce a destra, riappare a sinistra.

## L'evoluzione di Wa-Tor
L'equilibrio dell'ecosistema è molto delicato: le popolazioni delle due specie seguono andamenti ciclici molto violenti in cui si passa dal rischio estinzione per una delle due all'abbondanza di entrambe. Wa-Tor simula infatti, nel suo piccolo, ciò che accade realmente in natura mostrando l'evoluzione delle popolazioni di una specie animale e del suo predatore naturale ed il legame che le vincola.
Quando le prede sono numerose, anche i predatori proliferano ed aumentano di numero. Ma all'aumento di questi ultimi, aumenta il numero di prede cacciate per cui la popolazione di queste diminuisce. Facendosi più rare le prede, i predatori cominciano a soffrire la fame e morire di inedia diminuendo di numero ed alleggerendo la pressione venatoria sulla prede. Queste possono così tornare a proliferare e ad aumentare nuovamente di numero ed i predatori, trovando rinnovata abbondanza di cibo, ricominciano ad aumentare anch'essi.

## Regole
Wa-Tor è rappresentato da una matrice rettangolare. Ogni cella della matrice può essere vuota, contenere un pesce oppure contenere uno squalo.

Tutte le attività si svolgono secondo quanti di tempo (altrimenti detti crononi): ad ogni cronone lo stato di Wa-Tor, cioè delle celle della matrice che lo rappresenta, viene aggiornato e sia i pesci che gli squali compiono le loro azioni. I pesci possono muoversi o riprodursi, mentre gli squali possono muoversi, cacciare o riprodursi. Tutte le operazioni di spostamento, caccia e riproduzione devono avvenire sempre scegliendo casualmente fra le possibili alternative.

Di seguito sono presentate in maggior dettaglio le regole per i due gruppi.

### Regole per i pesci
1. Ad ogni quanto di tempo, i pesci si muovono casualmente in una delle caselle adiacenti, ammesso che ve ne sia una libera, cioè priva di squali e pesci al suo interno. Se non vi sono caselle libere non avviene alcun movimento.
2. I pesci hanno associato un tempo di riproduzione, passato il quale il pesce si può riprodurre, Questo accade se il pesce può muoversi in una nuova posizione (e lascia il nuovo nato nella posizione occupata precedentemente). Se ciò accade il suo tempo di riproduzione ritorna a zero.

L'immagine seguente fornisce una rappresentazione grafica delle due regole.

### Regole per gli squali
1. Ad ogni cronone, gli squali si muovono casualmente in una delle caselle adiacenti occupate dai pesci. Se non ve ne sono si muovono in una casella casuale fra quelle adiacenti purché non vi siano squali al suo interno. Se nessuna casella soddisfa i requisiti non avviene alcun movimento.
2. Ad ogni turno gli squali sono privati di una unità di energia.
3. Se si muove in una casella occupata da un pesce, lo squalo lo mangia e guadagna una certa quantità di energia.
4. Se l'energia supera una certa soglia riproduttiva, lo squalo dà vita ad un altro squalo in una cella libera adiacente, purché ve ne sia una. In tal caso, la sua energia è divisa a metà con la prole.
5. Se il livello energetico di uno squalo è inferiore a zero, lo squalo muore.

L'immagine seguente fornisce una rappresentazione grafica delle regole.

## Possibili risultati
Alla lunga si possono avere solo 3 scenari in Wa-Tor:
1. Equilibrio perfetto tra pesci e squali, che aumentano e diminuiscono ma senza mai estinguersi.
2. Scomparsa degli squali.
3. Estinzione di entrambe le specie.

Il primo scenario è difficile da ottenere, anche se non impossibile, mentre più facilmente si arriva alla scomparsa di entrambe le specie, oppure a quella degli squali.

L'estinzione di entrambi gli animali avviene quando gli squali eccedono in numero e finiscono per mangiare tutti i pesci: scomparsi questi ultimi, che sono l'unica fonte di alimentazione degli squali, si avrà anche la loro scomparsa per inedia.

Al contrario, se il numero iniziale dei pesci è basso, oppure gli squali hanno un periodo di inedia estremamente breve, si verifica la seconda ipotesi. In tal caso questi si estingueranno, lasciando campo libero ai pesci.